# Tamparan
Tamparan est une localité de la province de Lanao du Sud, aux Philippines. En 2015, elle compte 25 874 habitants.